# Фінлівілл (Пенсільванія)
Фінлівілл (англ. Finleyville) — місто (англ. borough) в США, в окрузі Вашингтон штату Пенсільванія. Населення — 376 осіб (2020).

## Географія
Фінлівілл розташований за координатами 40°15′10″ пн. ш. 80°0′7″ зх. д. / 40.25278° пн. ш. 80.00194° зх. д. (40.252765, -80.002032).  За даними Бюро перепису населення США в 2010 році місто мало площу 0,43 км², уся площа — суходіл.

## Демографія
Згідно з переписом 2010 року, у селищі мешкала 461 особа в 247 домогосподарствах у складі 108 родин. Густота населення становила 1064 особи/км².  Було 266 помешкань (614/км²).
Расовий склад населення:
| - 93,3 % — білих - 4,1 % — чорних або афроамериканців - 0,7 % — азіатів |

До двох чи більше рас належало 1,1 %. Частка іспаномовних становила 2,0 % від усіх жителів.
За віковим діапазоном населення розподілялося таким чином: 18,9 % — особи молодші 18 років, 64,8 % — особи у віці 18—64 років, 16,3 % — особи у віці 65 років та старші. Медіана віку мешканця становила 40,8 року. На 100 осіб жіночої статі у селищі припадало 103,1 чоловіків;  на 100 жінок у віці від 18 років та старших — 101,1 чоловіків також старших 18 років.
Середній дохід на одне домашнє господарство  становив 46 539 доларів США (медіана — 35 069), а середній дохід на одну сім'ю — 63 087 доларів (медіана — 61 667). Медіана доходів становила 46 625 доларів для чоловіків та 32 188 доларів для жінок. За межею бідності перебувало 25,6 % осіб, у тому числі 49,2 % дітей у віці до 18 років та 9,5 % осіб у віці 65 років та старших.
Цивільне працевлаштоване населення становило 244 особи. Основні галузі зайнятості: роздрібна торгівля — 16,8 %, освіта, охорона здоров'я та соціальна допомога — 15,6 %, транспорт — 13,9 %.